# Гусиный лук гиенский
Гусиный лук гиенский (лат. Gagea hiensis) — вид травянистых растений рода Гусиный лук (Gagea) семейства Лилейные (Liliaceae).

## Ботаническое описание
Многолетнее травянистое растение. Луковица небольшая, яйцевидная, несколько сбоку луковицы сидит пучок скученных небольших луковичек; влагалища луковицы серые или буроватые. Стебель 8—15 см высотой нежный; соцветие равно третьей — четвёртой (шестой) части стебля. Прикорневой лист один, плоский, узколинейный, 0,75—1,5 (2—3) мм шириной, длиннее соцветия; подсоцветный лист узколанцетный.
Соцветие из 2—8 цветков на тонких и нежных цветоножках, которые в 3—4 раза длиннее цветков. Листочки околоцветника 6—9 (10) мм длиной, узколанцетные, наружные слегка оттянутые, острые, внутри бледно-жёлтые, снаружи зеленоватые. Цветение в апреле и мае.

## Распространение и экология
Восточная Сибирь, Дальний Восток России, Восточная Азия. Растёт по травянистым склонам и в пойменных лесах.